# Llebre comuna
La llebre comuna o llebre europea (Lepus europaeus) és una espècie de llebre oriünda d'Europa i parts d'Àsia. És una de les espècies de llebre més grosses i viu en zones obertes i temperades. S'alimenta principalment d'herba, que complementa amb branquillons, brots, escorça i plantes cultivades, particularment a l'hivern. Els seus depredadors naturals inclouen ocells rapinyaires grossos, cànids i fèlids. Les seves potes llargues i fortes i els seus grans narius li permeten córrer a una velocitat alta i sostinguda per a fugir dels enemics.
Normalment, les llebres són animals nocturns i tímids, però a la primavera es persegueixen pels prats a plena llum del dia. Durant aquest període, a vegades es piquen l'una a l'altra amb les potes («boxa»). En general, no són mascles que es barallen, sinó femelles que copegen els mascles per a posar-los a prova o indicar-los que encara no estan preparades per a aparellar-se. Les femelles nien en la superfície en lloc de fer-ho en un cau. Les cries són actives des del moment del naixement. Cada femella pot tenir tres ventrades a l'any, cadascuna de tres o quatre llebretons, al llarg d'una temporada de cria que s'estén des del gener fins a l'agost. Les llebres poden viure fins a dotze anys.
La Unió Internacional per a la Conservació de la Natura (UICN) classifica la llebre comuna com a espècie en «risc mínim» per la gran extensió de la seva distribució i la seva relativa abundància. Tanmateix, les poblacions de l'Europa continental han anat decreixent des de la dècada del 1960 a causa, almenys en part, dels canvis que s'han produït en l'agricultura. A Europa, on se'n maten més de cinc milions a l'any, les llebres comunes són objecte de caça des de fa segles. El costum britànic de caçar llebres amb gossos fou declarat il·legal. La llebre és un símbol tradicional de fertilitat i reproducció en algunes cultures.

## Taxonomia i genètica

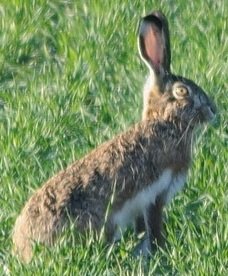
La llebre ibèrica (L. granatensis) era considerada una subespècie de la llebre comuna.

La llebre comuna fou descrita el 1778 pel zoòleg alemany Peter Simon Pallas. Forma part del gènere Lepus juntament amb una trentena d'espècies de lagomorfs. Es diferencien d'altres lepòrids per tenir les potes més llargues, els narius més amples i cries precoces. Anteriorment es considerava que la llebre corsa, la llebre de ginestar i la llebre ibèrica eren subespècies de la llebre comuna, però les dades genètiques i morfològiques indiquen que es tracta d'espècies diferents.
Encara es debat si la llebre comuna i la llebre del Cap són una mateixa espècie. Un estudi dels gens nuclears dut a terme el 2005 suggerí que sí, però un estudi de l'ADN mitocondrial (ADNmt) publicat el 2006 conclogué que hi havia prou diferències per a considerar-les espècies diferents. Els autors d'un estudi del 2008 afirmaren que, a causa de la seva evolució ràpida, les espècies de Lepus no es poden delimitar basant-se únicament en l'ADNmt, sinó que també cal examinar-ne els gens nuclears. Les diferències genètiques entre la llebre comuna i la llebre del Cap podrien ser degudes a la seva separació geogràfica i no pas a una divergència genètica. S'ha especulat que les poblacions de llebres de l'Orient Pròxim estan acostant-se i passant per un fenomen de flux gènic. Un altre estudi del 2008 suggerí que calien més dades per determinar si la llebre comuna és en realitat un complex d'espècies. De moment, es continua considerant una sola espècie mentre no apareguin dades que ho contradiguin.
Les anàlisis cladogenètiques suggereixen que les llebres comunes sobrevisqueren a l'últim període glacial del Plistocè en refugis situats al sud d'Europa (península Itàlica i Balcans) i Anatòlia. Sembla que els canvis induïts en el medi ambient per l'activitat humana foren el desencadenant de la colonització de l'Europa central per les llebres. Les poblacions actuals presenten una gran diversitat genètica, sense signes d'endogàmia. El flux gènic sembla tenir un biaix cap als mascles, però les poblacions en general tenen una estructura matrilineal. Les llebres de Rin del Nord-Westfàlia (Alemanya) semblen tenir un nivell de diversitat genètica particularment elevat. Tanmateix, les poblacions que queden aïllades perden flux gènic i, per tant, poden acabar amb una menor diversitat genètica.
S'han descrit fins a 30 subespècies de llebre europea, tot i que algunes han sigut posades en dubte. Aquestes espècies han sigut descrites basant-se en diferències en el color del pelatge, la mida del cos, les dimensions externes, la morfologia cranial i la forma de les dents. La UICN en recull 16 subespècies: Lepus europaeus caspicus, L. e. connori, L. e. creticus, L. e. cyprius, L. e. cyrensis, L. e. europaeus, L. e. hybridus, L. e. judeae, L. e. karpathorum, L. e. medius, L. e. occidentalis, L. e. parnassius, L. e. ponticus, L. e. rhodius, L. e. syriacus i L. e. transsylvanicus. Chapman i Flux n'enumeren 29 en el seu llibre sobre lagomorfs, afegint-hi L. e. alba, L. e. argenteogrisea, L. e. biarmicus, L. e. borealis, L. e. caspicus, L. e. caucasicus, L. e. flavus, L. e. gallaecius, L. e. hispanicus, L. e. hyemalis, L. e. granatensis, L. e. iturissius, L. e. kalmykorum, L. e. meridiei, L. e. meridionalis, L. e. niethammeri, L. e. niger, L. e. tesquorum i L. e. tumak, alhora que no reconeixen L. e. connori, L. e. creticus, L. e. cyprius, L. e. judeae, L. e. rhodius i L. e. syriacus i adverteixen que les subespècies enumerades tenen un estatus «molt variable».

## Descripció

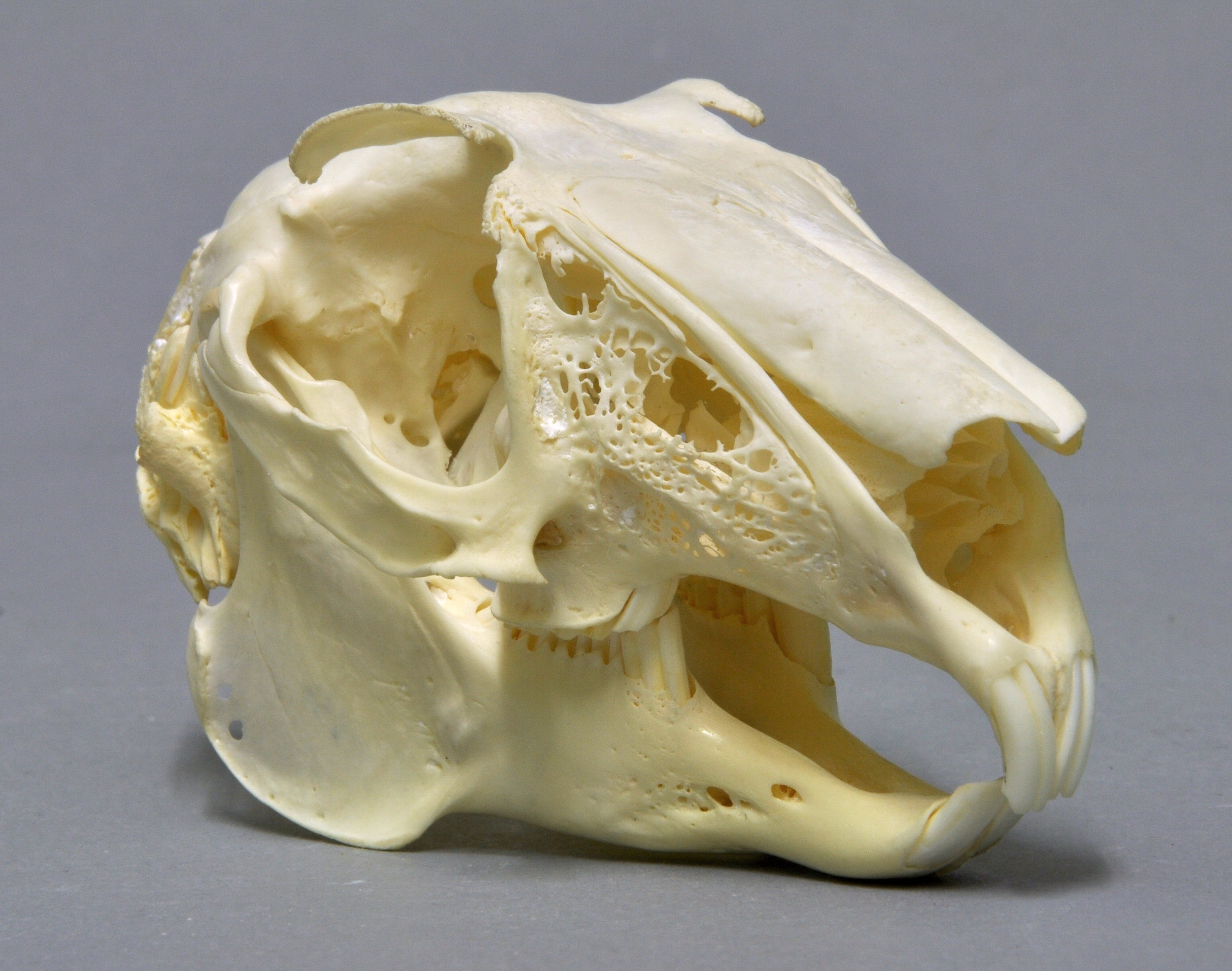
Crani de llebre

Igual que la resta de lepòrids, la llebre comuna és un mamífer terrestre i una gran corredora. Té els ulls situats a la part alta dels costats del cap, les orelles llargues i el coll flexible. Les dents creixen contínuament. Les primeres incisives estan modificades per a rosegar, mentre que les segones tenen forma d'estaca i manquen de funcionalitat. Hi ha un espai entre les incisives i les dents premolars i molars, que estan adaptades per a moldre matèria vegetal gruixuda. La seva fórmula dental és 2/1, 0/0, 3/2, 3/3. La musculatura fosca de les extremitats de les llebres els permet córrer a gran velocitat i de manera sostinguda en terrenys oberts. Els conills del gènere Sylvilagus, en canvi, estan adaptats per a fer acceleracions curtes en hàbitats amb una major cobertura vegetal. Entre les altres adaptacions de les llebres per a córrer a grans velocitats hi ha els narius, més amples, i el cor, que és més gros. Proporcionalment, la llebre comuna té l'estómac i el cec més petits que el conill de bosc.

### Sentits
Les grans orelles li proporcionen un molt bon sentit de l'oïda. Es poden moure de manera independent, permetent a l'animal escoltar sons provinents de totes les direccions. La llebre pot girar les orelles 190° cap enfora. A més d'aquesta gran oïda, la llebre també té un sentit de l'olfacte ben desenvolupat per detectar els depredadors i sentir l'olor de femelles en estre. La llebre pot sentir olors contínuament. Els ulls situats als costats del cap li ofereixen un camp visual de 360°, de manera que el camps visuals dels ulls s'encavalquen i l'animal no necessita moure el cap per observar el que l'envolta. L'únic punt mort per aquest animal es troba directament a sota seu, tant pel davant com pel darrere. La capacitat de la llebre d'estimar la profunditat de camp és molt deficient. Al llarg del nas hi ha vibrisses que mesuren uns deu centímetres de llarg.

### Mida
La llargada de la llebre del cap a la gropa és d'entre 48 i 73 centímetres. Mesura uns 30 centímetres a l'espatlla i pesa entre 2.500 i 7.000 grams. El mascle pesa aproximadament un 5% més que la femella. La cua mesura aproximadament entre 7 i 13 centímetres de llarg, les orelles en mesuren entre 7,9 i 14 i les potes posteriors fan entre 11,5 i 17 centímetres. La mida de l'animal varia segons la regió: a la regió mediterrània les llebres rarament pesen més de tres quilograms, mentre que a Hongria sovint en pesen més de sis.

## Rastres

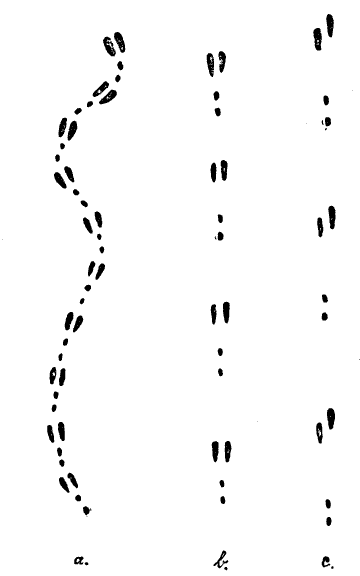
Petges d'una llebre:
a = petges sobre herba
b = petges normals
c = petges en fugida

Les impressions de les potes d'una llebre mesuren entre 30 i 35 centímetres d'ample. Una petja de pota anterior fa uns 4 centímetres de llarg i una de pota posterior uns 6 centímetres. La distància entre dues petges d'una mateixa pota va des d'unes desenes de centímetres fins a 3,5 metres. Les petges són poc perceptibles a causa de l'espès pelatge que cobreix les potes, però a vegades s'hi poden observar els quatre dits.
Els excrements d'una llebre són de color marró clar-grogós o verd fosc o fins i tot negre i tenen una forma arrodonida i aplanada, a vegades amb un puntet. Tenen un diàmetre d'uns 20 centímetres i solen ser de color més clar, més grans, més plans i més rics en fibra que els dels conills.
Un rastre recognoscible és el niu de la llebre. És un cau petit, simple i som que es troba al camp obert o a sota de vegetació. Durant la muda del pelatge (a la primavera i la tardor), es poden trobar pèls en aquests caus. Un altre rastre recognoscible són els camins que formen a través del camp i dels arbustos. A l'hivern, a llocs on neva bastant, es poden veure marques a l'escorça dels arbres joves, que la llebre rosega quan no pot accedir a l'aliment situat sota la neu.

## Hàbitat i distribució

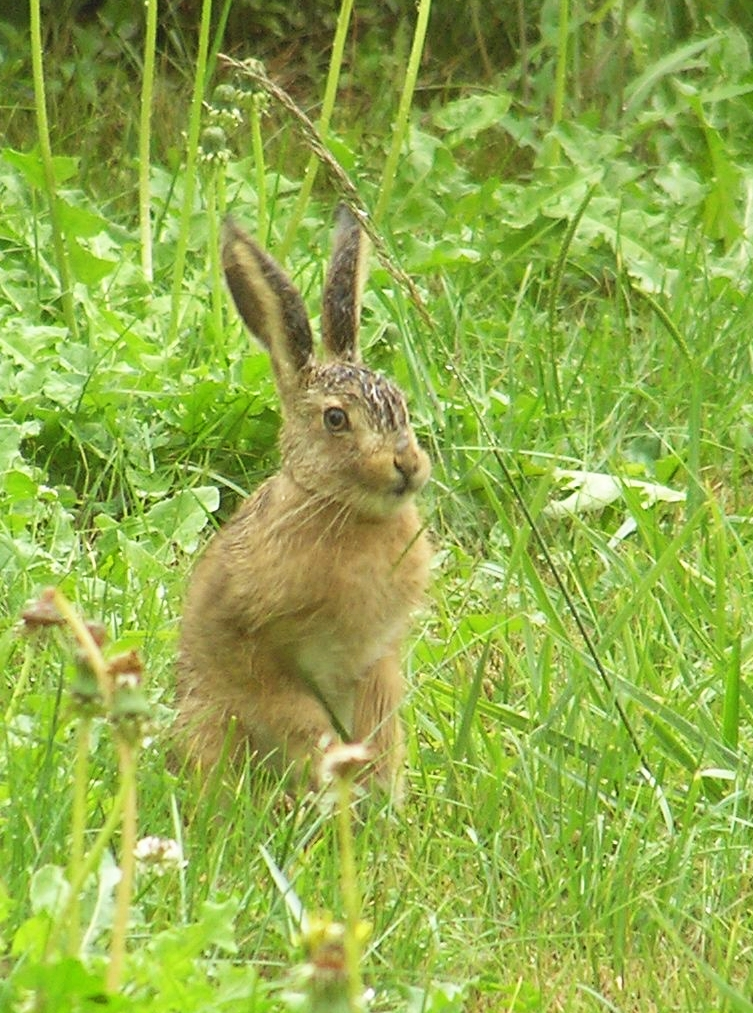
Les llebres prefereixen les planes obertes amb una vegetació variada.

Les llebres poden viure a una gran varietat de llocs, des d'àrees obertes i boscoses fins a aiguamolls, passant per semideserts. Són especialment comunes en herbassars temperats oberts i mig oberts, així com en estepes i prats i a vegades també en boscos temperats d'arbres caducifolis. Prefereixen els herbassars extensos. També requereixen llocs protegits, com ara herba alta, matollars, bosquets, les vores dels boscos i bardisses amb sotabosc i vores agrestes. Prefereixen les planes o les faldes dels turons, però a les terres altes d'Escòcia se'n poden trobar a fins a 500 metres d'altitud, als Alps fins a 1.500 i als Pirineus i el Caucas fins a 2.000 metres d'altitud. La llebre evita els boscos freds i humits, com els boscos temperats de coníferes.
La llebre habita una regió molt extensa d'Europa, tret de gran part de la península Ibèrica (on només viu al nord d'Espanya), Islàndia, Irlanda (d'on fou eliminada), la majoria d'illes del mar Mediterrani (tot i que sí que viu a Còrsega, Elba i la majoria d'illes gregues), el nord de Rússia i gran part d'Escandinàvia, on només és present al sud de Suècia i Finlàndia. A l'exterior d'Europa, l'àmbit de distribució de la llebre comuna s'estén per Turquia, Israel, Síria, el nord de l'Iraq i l'Iran i l'oest de Sibèria. A Catalunya, la llebre comuna és bastant comuna a zones amb poc sotabosc i properes a camps de conreu, o a pinedes i boscos poc frondosos. És una espècie bastant habitual al parc de Collserola, tot i que la destrucció dels seus hàbitats preferits n'ha causat un descens de les poblacions.
La llebre comuna és considerada una espècie hemeròfila i ha sigut capaç d'aprofitar l'advent de l'agricultura. És probable que al principi la llebre només hagués ocupat les estepes de l'Europa Central i Oriental i que s'hagués estès més tard a gran part d'Europa amb l'expansió de l'agricultura. És possible que aquest animal hagués estat introduït a Gran Bretanya a l'època romana, car no se n'han trobat restes a les illes que datin d'abans d'aquesta època.
La llebre comuna ha sigut introduïda com a animal de caça a Irlanda, Austràlia, Nova Zelanda, Nord-amèrica, Xile i l'Argentina, les Illes Falkland, Barbados i l'Illa de la Reunió. L'espècie fou duta a Nord-amèrica el 1893, al comtat de Duchess (Nova York). Des d'allí, s'estengué per Nova York i Nova Anglaterra i cap a l'oest vers els Grans Llacs, on actualment és l'espècie de llebre més gran.
A la península Ibèrica, el nínxol de la llebre comuna és ocupat per la llebre ibèrica (Lepus granatensis) i al nord-oest també per Lepus castroviejoi. Al sud d'Itàlia i Sicília hi viu el seu parent, Lepus corsicanus. El seu àmbit de distribució al sud d'Escandinàvia i als Alps s'encavalca amb el de la llebre de les neus (Lepus timidus).
A Àfrica i la Península Aràbiga hi viu la llebre del Cap (Lepus capensis). En el passat sovint la llebre comuna era considerada una subespècie de la llebre del Cap. Als llocs en què els àmbits de distribució de les dues espècies s'encavalquen resulta complicat diferenciar-les, motiu pel qual alguns zoòlegs opinaven que pertanyien a la mateixa espècie. Investigacions posteriors han revelat que a l'Orient Pròxim hi havia una gran coincidència en els territoris de la llebre comuna, més gran i la llebre del Cap, més petita. El mateix grup és representat a Etiòpia per Lepus starcki i als deserts i estepes d'Àsia per Lepus tibetanus i la llebre de Tolai (L. tolai). Totes aquestes espècies foren assignades durant molt de temps a la llebre del Cap. Actualment se les classifica en els subgèneres Eulagos i Proeulagus.

## Comportament
La llebre és més o menys un animal nocturn. Amb prou feines és activa durant el dia, però els dies càlids d'estiu també és activa més tard al matí i més d'hora a la tarda. Durant el dia sol romandre estirada a terra en un solc o al cau. El cau sovint es troba en un indret assolellat però protegit i ha sigut excavat per la llebre mateixa. Quan la llebre es troba dins el cau només se li veuen el cap i l'esquena. El darrere es troba a la part més profunda del cau, on la llebre dorm amb un son tan lleuger que es desperta amb qualsevol so o vibració del sòl. Dorm durant períodes curts que no solen excedir un parell de minuts. És habitual que una llebre utilitzi el mateix cau diverses vegades si no se la molesta.

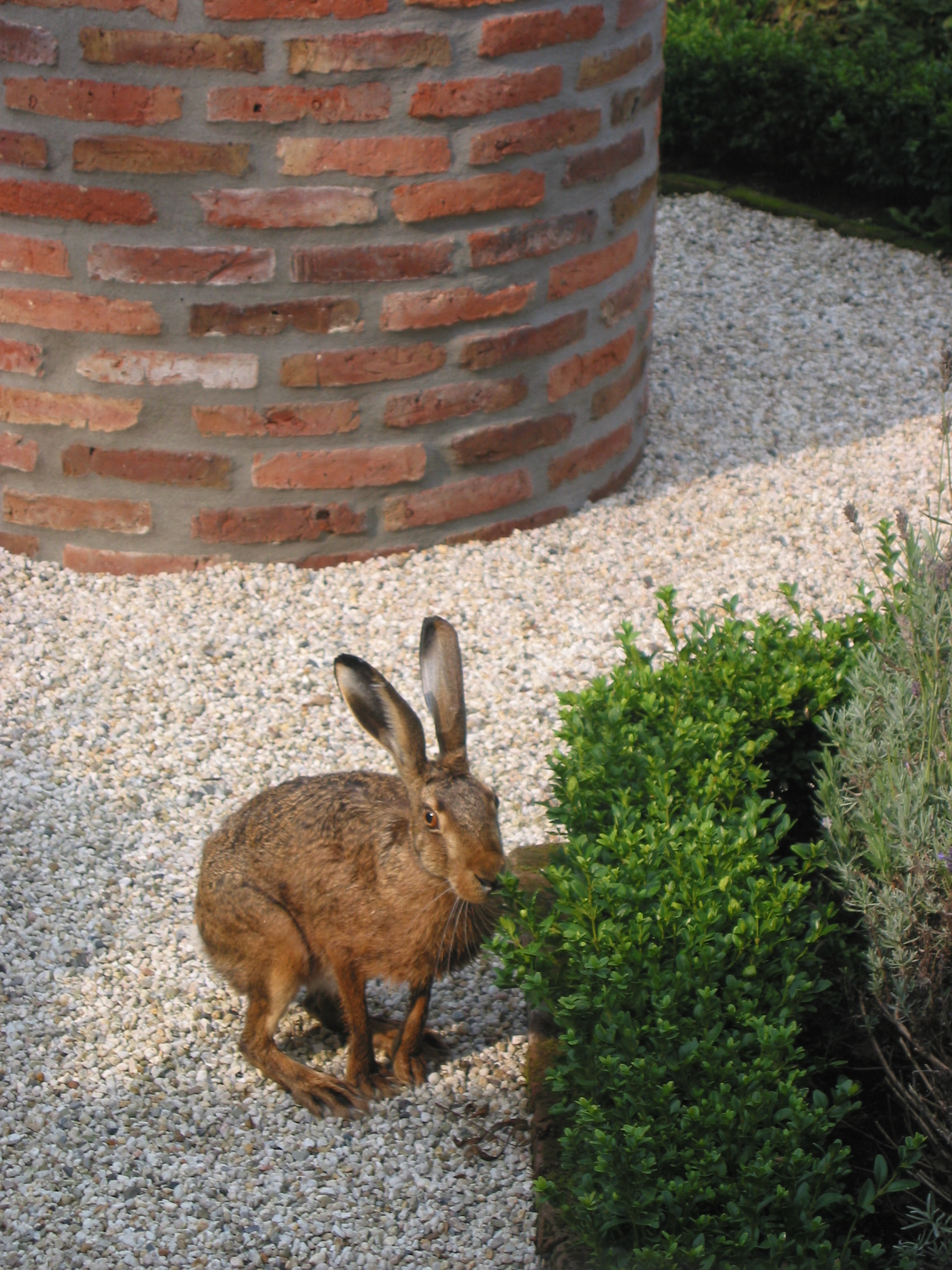
A vegades les llebres cerquen refugi a prop de cases.

La llebre esdevé activa quan cau el vespre. Pot desplaçar-se diversos quilòmetres a la recerca de zones per alimentar-se i reunir-se. Al nord-est d'Escòcia, les llebres recorren uns 1.700 metres per dia des del lloc on dormen per arribar a les zones on s'alimenten. Per fer-ho, utilitzen camins i recorreguts fixos.
Les llebres es mouen per mitjà de salts, en què les potes posteriors passen per davant de les anteriors. D'aquesta manera, salten fins a 120 centímetres. Són bones nedadores que no tenen por de travessar rius.
Al cau, les llebres s'escampen arreu del cos les secrecions odoríferes secretades per les glàndules que tenen al costat dels llavis. Per fer-ho, primer es passen les potes per les galtes i orelles i després es freguen la resta del cos.

### Dieta
La llebre s'alimenta fonamentalment de plantes herbàcies com ara trèvols, brassicàcies i dents de lleó, complementades amb poncelles, llavors, tiges, arrels i conreus com ara la remolatxa, la col, la pastanaga i cereals. També menja escorça, bolets i fruites com ara pomes i baies. Prefereix les plantes salvatges als conreus. A l'estiu s'alimenta principalment d'herbàcies, arrels i brots, mentre que a l'hivern menja principalment herbes, tubercles, cols, poncelles, llavors i tiges. Durant els hiverns difícils també recorre a l'escorça, cosa que pot danyar greument els arbres joves. Dues o tres llebres comunes poden arribar a menjar tanta vegetació com una ovella. La llebre també ingereix els seus propis excrements (coprofàgia) per recuperar proteïnes i vitamines. També és capaç de menjar carronya durant períodes prolongats d'escassetat d'aliment o hiverns durs. Els biòlegs francesos D. i S. Simon observaren el consum de cadàvers de vaca per part de llebres.
Aquest lagomorf utilitza les dents per tallar l'aliment i el mastega a consciència abans d'ingerir-lo. No beu gaire sovint, car obté gran part de l'aigua que necessita els seus aliments.

### Comportament social
La llebre comuna té un radi d'acció d'unes 300 hectàrees al voltant del cau principal. Aquest territori també conté altres caus i latrines, fonts d'aliment, llocs per prendre el sol i camins marcats per l'animal amb una secreció de les glàndules bucals i anals. La llebre és un animal molt casolà que només abandona el territori que coneix en condicions d'estrès.
Es tracta d'un animal generalment solitari. És habitual que un mateix radi d'acció sigui compartit per diverses llebres, cadascuna de les quals roman gran part del temps dins d'una àrea determinada. A l'hivern, el radi d'acció és més gran que a l'estiu i cobreix més àrees boscoses. Les llebres marquen els límits del seu territori amb marques odoríferes que apliquen fregant el mentó contra branques arran de terra.
La llebre no és un animal territorial i tolera la presència d'altres individus a prop seu. Tanmateix, no confia en les llebres desconegudes i a vegades es produeixen trobades nocturnes en què els animals es coneixen. A vegades es formen grups temporals per buscar aliment, sobretot al vespre. Aquest comportament gregari té l'avantatge que cada individu pot dedicar més energies a alimentar-se i menys a estar atent a perills potencials. Aquests grups estan regits per una jerarquia sense distinció de sexe. A la temporada d'aparellament es formen grups més grans. A Polònia s'ha observat una densitat de població d'una llebre per cada 2,4-5,5 hectàrees i al Regne Unit d'una per cada 2-4 hectàrees.

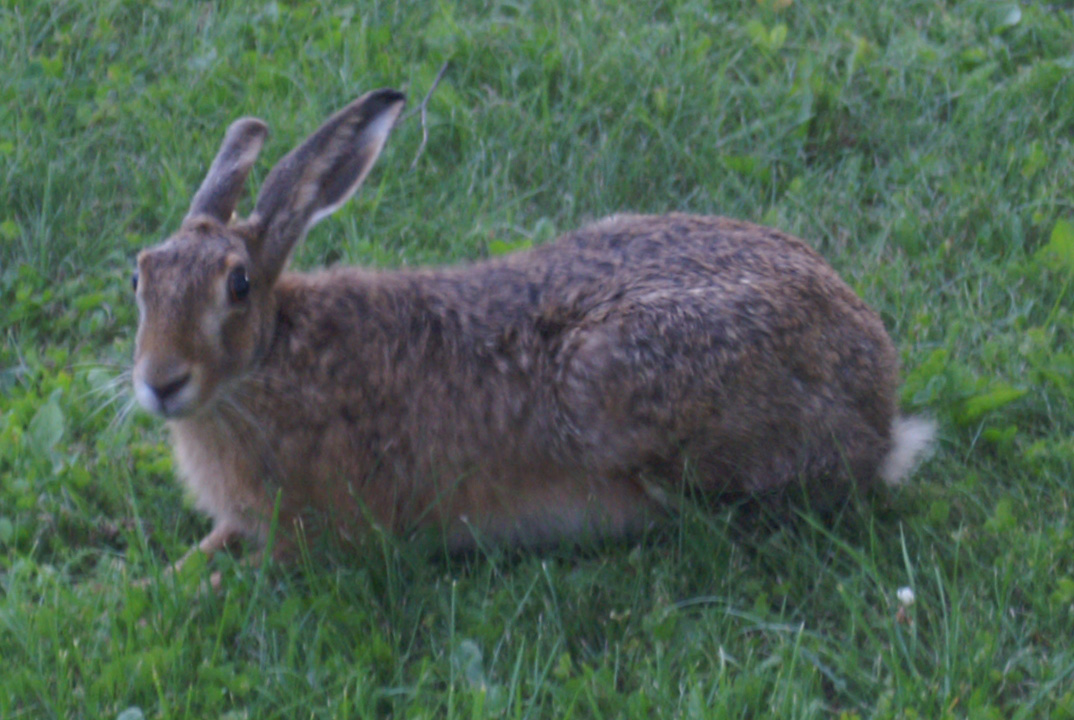
Llebre a Suècia

El més habitual és que una llebre romangui tota la vida a l'àrea on nasqué, tot i que pot abandonar-la temporalment si li costa trobar una parella sexual o aliment, o definitivament si apareix una pertorbació prolongada.

### Reproducció

#### Temporada d'aparellament
La temporada d'aparellament comença al gener i assoleix el seu punt àlgid entre febrer i abril. Se sol acabar entre juliol i setembre, però a vegades les llebres també copulen fins a l'arribada de l'hivern. Possiblement a causa de les variacions en la intensitat lluminosa, s'activen glàndules hormonals al cervell dels animals, que influeixen les gònades de la llebre. Els testicles del mascle li pengen per davant del penis. A l'hivern, romanen ocults dins un plec del ventre, cosa que dificulta la diferenciació de mascles i femelles.
A la temporada d'aparellament, els mascles s'apropen a les femelles i es reuneixen formant grups petits. Oloren les glàndules de sota la cua de les femelles a la recerca de substàncies odoríferes que els permetin determinar si la femella està en zel i receptiva. Durant la temporada d'aparellament, les femelles tenen un cicle de sis setmanes durant el qual només es mostren receptives un sol dia durant unes quantes hores.
Els mascles es mostren agressius durant la temporada d'aparellament. Si n'hi ha diversos que desitgen aparellar-se amb una mateixa femella, es barallen pel dret d'aparellar-s'hi en combats que poden arribar a ser molt durs. Es mantenen dempeus sobre les potes del darrere, donant-se cops i puntades de peu potents tant amb les potes anteriors com amb les posteriors i utilitzant les ungles per arrancar flocs de pèl del rival. Aquests combats solen deixar les llebres amb ferides a les orelles i la cua i amb mossegades i esgarrapades arreu del cos. Els mascles també es poden perseguir l'un a l'altre, grunyint i fent grans salts. Les baralles poden resultar mortals: si una llebre intenta saltar per sobre del rival i aquest últim l'envesteix a l'altura del coll amb les potes del darrere, això pot provocar la mort de l'individu que rep l'impacte.
Al matí es reuneixen fins a catorze mascles al voltant d'una femella. El mascle dominant va i ve cap a la femella i n'olora el musell. Aquest comportament n'estimula l'ovulació mitjançant l'intercanvi de substàncies odoríferes. Seguidament, el mascle es posa dempeus sobre les potes posteriors i dona cops a l'aire amb les anteriors. Si la femella està receptiva, imita aquest comportament sense arribar a tocar el mascle. Tanmateix, la femella el foragitarà si se li intenta acostar des de darrere. Si un altre mascle s'immisceix en aquest ritual, el mascle inicial l'atacarà i tornaran a combatre donant-se cops amb les potes.
Després de romandre quieta a terra durant una estona, la femella arranca sobtadament a córrer i els mascles la persegueixen. Durant la persecució, la femella es desfà de tots els mascles fins que només en queda un i només s'atura quan el mascle restant (sovint el més fort físicament) li ha demostrat la seva resistència. És aleshores que es produeix la copulació. Si la femella no es mostra receptiva, colpeja el mascle per mantenir-lo a ratlla. La copulació no dura més de mig minut.
A Suècia, on la llebre comuna és una espècie introduïda, la seva distribució s'encavalca amb la de la llebre de les neus. A vegades es poden produir encreuaments entre ambdues espècies, que resulten en híbrids infèrtils.
El comportament de les llebres a principis de la primavera és tan salvatge i impredictible, amb els seus salts i bots, que s'han encunyat expressions per referir-s'hi, com per exemple, l'expressió anglesa as mad as a March hare ('boig com una llebre de març'). L'expressió és atestada per primera vegada el 1500 com braynles as a Marshe hare, però es creu que és molt més antiga. Cap al 1539, Sir Thomas More escrigué a la seva obra The supplycacyon of soulys la primera descripció literal de les llebres com a animals «bojos» a la primavera: As mad not as a March hare, but as a madde dogge (‘No pas boig com una llebre de març, sinó com un gos boig’). Aquesta expressió no té equivalent directe en català. Lewis Carroll presentà l'absurd personatge de la Llebre de Març al seu llibre Alícia al país de les meravelles.

#### Cries
Les femelles donen a llum tres o quatre ventrades a l'any. La llebre és capaç de superfetació: durant l'embaràs, quatre dies abans del part, la femella pot ser fertilitzada de nou. Després d'un període de gestació de 41-44 dies neixen entre dues i cinc cries de mitjana, amb un mínim d'una i un màxim de sis. El part es produeix en un cau fresc, sec i protegit del vent entre herbes altes o arbustos. Una femella fèrtil engendra unes deu cries per any; les que neixen a principis o finals de l'any solen ser més petites. Les llebres nòrdiques tenen menys ventrades però amb un nombre més elevat de cries, mentre que les llebres de la regió mediterrània en tenen més però amb menys cries.
Les cries són precoces i es poden moure per si soles poques hores després del part. Neixen amb els ulls oberts i un pelatge llanós de color marró grisós, amb un pes d'entre 90 i 150 grams (110 grams de mitjana). Tenen les orelles curtes i el musell arrodonit. Els nounats no fan cap olor per tal que els depredadors com les guineus no puguin detectar-los. Les cries romanen juntes els dos o tres primers dies, després dels quals cadascuna excava un petit cau som on es passa el dia amagada.
Només la femella s'ocupa de les cries, tot i deixar-les soles gran part del dia. Per aquest motiu, no els transmet cap olor, cosa que els permet passar desapercebudes pels depredadors. Quan vol reunir les cries (normalment entre 45 minuts i una hora després de la posta de sol), les crida amb un soroll greu similar al d'una trompa. Les cries es reuneixen, sovint al seu lloc de naixement, i mamen duren uns cinc minuts. Una vegada s'han alimentat totes, la femella les deixa de nou i tornen al seu petit cau. Les cries mamen durant almenys 23 dies, tot i que algunes ventrades ho fan durant tres mesos. Comencen a ingerir aliment sòlid després d'una setmana (sovint herba o plantes joves) i la majoria passen a alimentar-se completament de menjar sòlid després de quatre o cinc setmanes.
Les cries muden el pelatge per primera vegada quan pesen uns 900 grams. Esdevenen independents a l'edat d'aproximadament quatre setmanes. Són de creixement ràpid: després d'un mes i mig ja pesen uns 1.800 grams, deu vegades més que al moment de néixer i després de dos mesos i mig en pesen 2.600. Uns cinc mesos després de néixer ja tenen el pes adult d'uns 4 kg. Els mascles assoleixen la maduresa sexual després de dotze mesos, quatre mesos més tard que les femelles.

### Longevitat i depredadors
Les llebres viuen un màxim de tretze anys en captivitat i generalment entre quatre i set en llibertat. La llebre salvatge més vella coneguda era un individu de dotze anys i mig de Polònia, on només un 6% de les llebres passen de cinc anys i mig. Molts individus moren durant el primer any de vida, en què el percentatge de supervivència és de només 15% i poques cries sobreviuen al seu primer hivern. Els joves també són molt sensibles al temps humit i les pluges perllongades poden causar moltes morts entre ells. L'esperança de vida mitjana és d'una mica més d'un any.
Molts animals cacen llebres, principalment les guineus, els linxs, els llops, els mustèlids, mussols com el duc i aus de presa com l'aligot comú. D'aquests, només el linx i el llop són capaços d'atrapar llebres adultes en un bon estat de salut, mentre que els altres no són prou ràpids per fer-ho i en cacen majoritàriament exemplars malalts o joves. Per tant, les llebres adultes pràcticament no tenen cap enemic natural a les regions on els linxs i llops no estan presents, tot i que sovint són objecte de caça per part dels humans, pels quals és una presa especialment preuada.

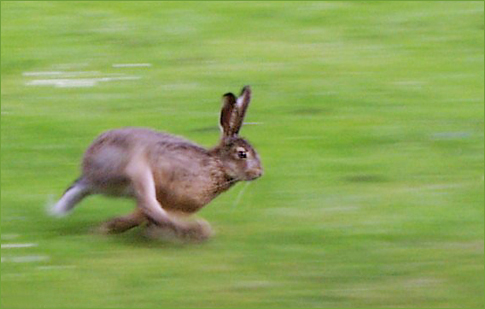
Una llebre fugitiva pot assolir una velocitat d'aproximadament 72 km/h.

Durant el dia, la llebre confia en el seu camuflatge. Aixafada contra el terra i amb les orelles contra l'esquena, la llebre sembla una pila de terra i li resulta fàcil passar desapercebuda. És un animal molt vigilant i tímid que es desperta amb el més mínim soroll o qualsevol olor desconeguda. Sovint construeix el cau de manera que li quedi el nas contra el vent, permetent-li olorar constantment. També és molt vigilant durant els períodes d'activitat, és a dir, la nit i el crepuscle. Sovint es posa dempeus per estar atenta al perill i quan menja no sol mantenir el cap cot gaire estona.
Quan la llebre detecta un predador, roman aixafada contra el terra, confiant en el seu color de camuflatge. Si el predador se li acosta massa, arrancarà a córrer sobtadament, agafant-lo per sorpresa. La llebre s'escapa en ziga-zaga, fent canvis de trajectòria de 90°, mentre la cua roman arran de terra, ocultant-ne la part inferior. Quan fuig d'un predador, la llebre pot saltar fins a 370 cm de llargada i a una alçada de fins a 150 cm. És capaç de córrer fins a 72 km/h recolzant-se exclusivament als coixinets de les potes. Se n'ha mesurat una velocitat mitjana de 50 km/h sobre una distància de mig quilòmetre, cosa que la situa entre els petits mamífers més ràpids. Altres estratègies habituals per despistar els perseguidors són retrocedir sobre les seves pròpies passes o saltar dins l'aigua per ocultar el seu rastre. Aquestes tàctiques solen permetre que la llebre s'escapi, però si no ho aconsegueix, una llebre acorralada pot combatre ferotgement contra depredadors com guineus o gossos de caça.
Tot i que les solen romandre en silenci, les llebres poden gemegar si estan angoixades o ferides. També poden emetre una mena de grunyit amb les dents com a senyal d'amenaça.

## Amenaces
La llebre comuna és un mamífer molt estès amb un gran àmbit de distribució. La majoria de poblacions estan segures i no se la considera una espècie amenaçada. Tanmateix, s'ha observat un lleuger declivi en certes subpoblacions, com les de Gran Bretanya, Suïssa i els Països Baixos, on el nombre de llebres ha baixat des de la dècada del 1970. Als Països Baixos, el 2004 hi havia el 73% de llebres que hi havia el 1997.
L'agricultura és una gran amenaça per la llebre. L'agricultura intensiva i els monocultius han provocat un retrocés dels matollars i de la varietat de plantes salvatges. Això obliga les llebres a menjar herbes i plantes riques en nitrogen, tot i estar adaptades a aliments pobres en nitrogen, i la collita de la tardor o l'hivern deixa les llebres sense aliment. Moltes llebres també són mortes per pesticides (directament) i herbicides (indirectament, a causa de la manca d'aliment) o accidents amb maquinària agrícola. Altres llebres moren atropellades per cotxes i altres vehicles.
Una altra possible causa d'aquest declivi és l'EBHS (European Brown Hare Syndrome, ‘síndrome de la llebre comuna’), un virus altament contagiós que provoca una hepatitis necrosant en la llebre comuna i la llebre de les neus. En algunes regions d'Europa han mort d'aquesta malaltia el 75% de les llebres.

### Caça

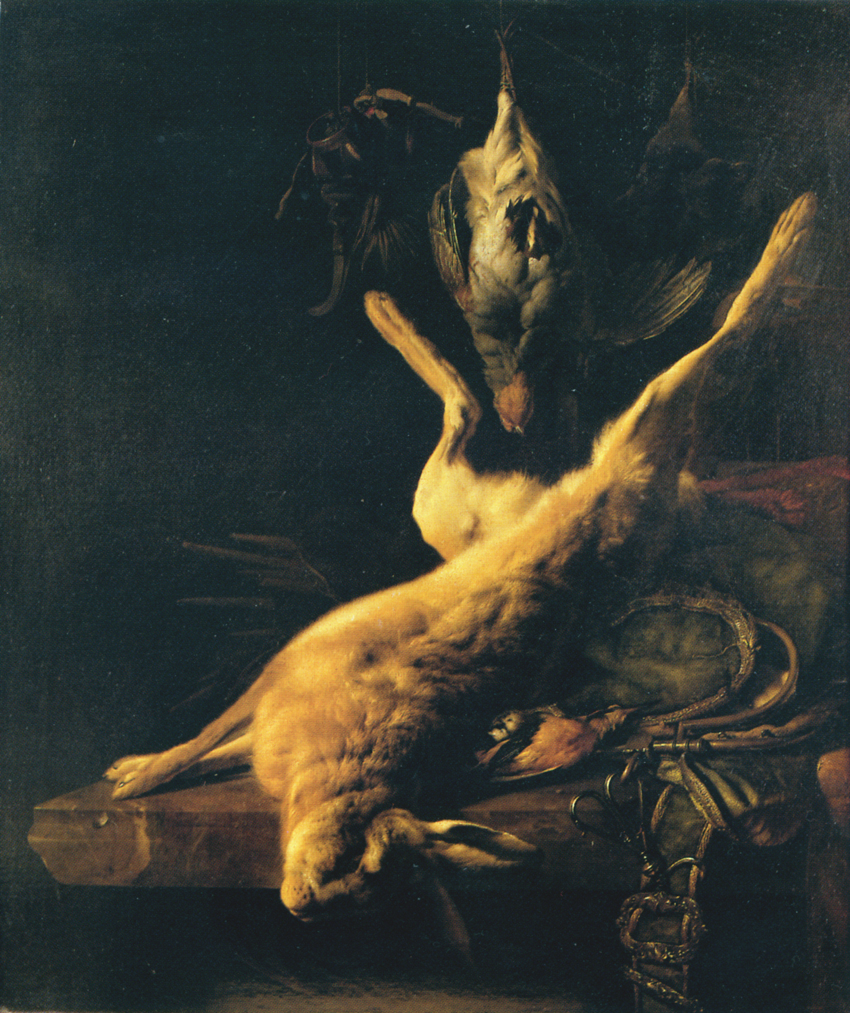
Natura morta de Jan Weenix amb una llebre comuna i una perdiu xerra mortes

La llebre és un dels animals de caça més habituals, tant per protegir la viabilitat de les poblacions com per utilitzar-la com aliment o per evitar que danyi determinats conreus. Aquest animal ha sigut caçat des de la prehistòria, com ho demostren ossos de llebre trobats a la cova de Birsmatten (Suïssa), habitada entre el 7000 i el 4000 aC. Actualment se la caça majoritàriament amb escopetes, però al Regne Unit se la caçava amb l'ajut de gossos de caça com ara beagles o llebrers anglesos. La caça es fa a cavall o a peu i els caçadors són acompanyats per un gos de caça.
La caça no és considerada una causa important del declivi en les poblacions de llebres.

## Aspectes culturals

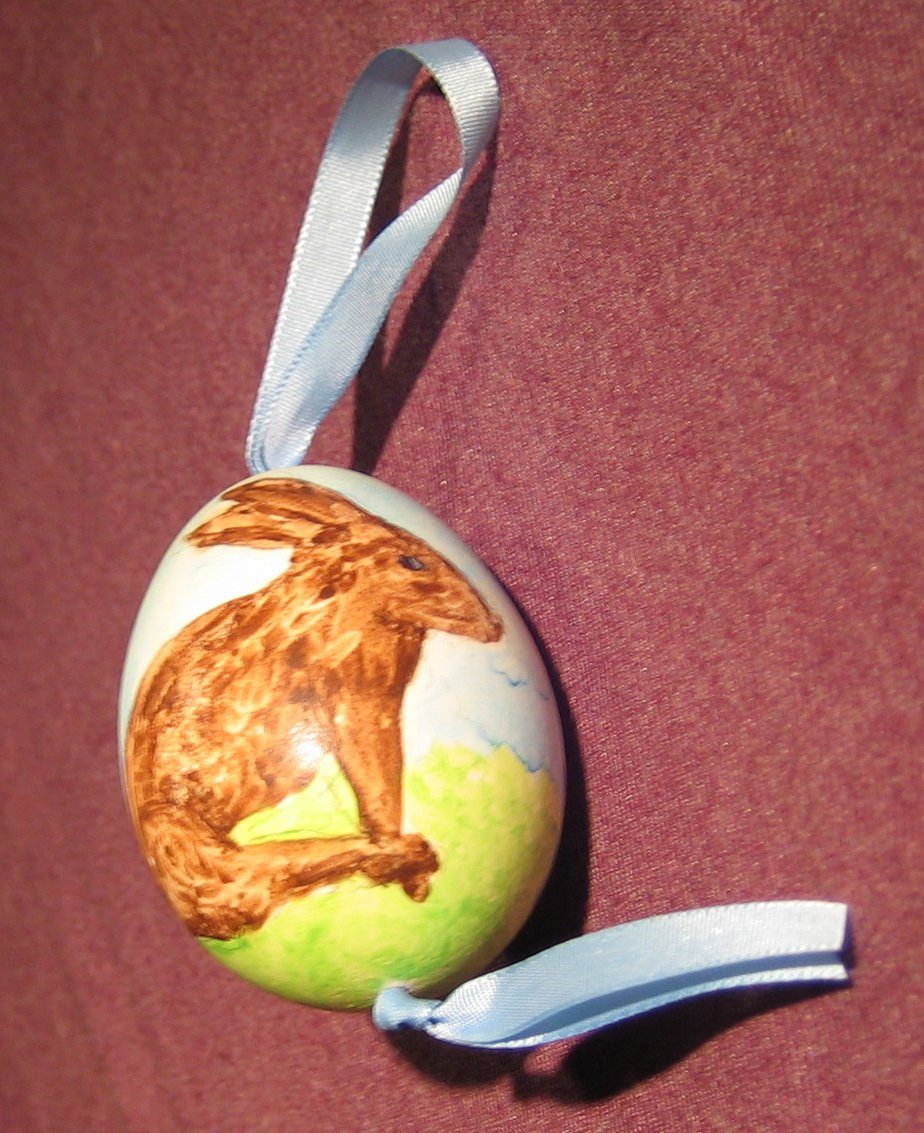
Llebre de Pasqua pintada en un ou de Pasqua

La llebre té un paper prominent en les supersticions. En algunes regions es creia que el fet de llançar una pedra contra el cos d'una llebre allunyava la mala sort, mentre que trobar-se una llebre al matí durant el mes de maig portava mala sort. Hi havia un ritual de conjuració que requeria escopir per sobre l'espatlla i pronunciar paraules purificants. Les cendres de pèl de llebre protegien suposadament del dolor i les malalties. La llebre ha sigut símbol de desig sexual (especialment durant l'edat romana) o del dimoni (durant l'edat mitjana dels països cristians). Una llebre que surt a caçar amb una escopeta és un símbol popular del «món a l'inrevés».
En alguns països, la llebre és l'origen de la tradició de la llebre de Pasqua, que durant aquest període de l'any amaga ous als jardins perquè els infants els busquin.
La llebre és protagonista d'algunes faules, com ara La llebre i la tortuga d'Isop. També apareix a Alícia al país de les meravelles de Lewis Carroll, en què Alícia participa en el berenar esbojarrat de la Llebre de Març i el Barretaire Boig.